# Memphis anna
Espèce
Memphis anna est une espèce d'insectes lépidoptères (papillons) de la famille des Nymphalidae, de la sous-famille des Charaxinae et du genre Memphis.

## Dénomination
Memphis anna a été décrit par Otto Staudinger en 1897 sous le nom initial d'Anaea anna.

### Sous-espèces
- Memphis anna anna
- Memphis anna elina

## Description
Memphis anna est un papillon aux ailes antérieures à bord costal bossu et apex anguleux.
Le dessus est presque noir avec les ailes antérieures barrées d'une bande orange ou rouge qui séparé l'apex.
Le revers est marron roux avec une partie basale noire et simule une feuille morte.

## Écologie et distribution
Memphis anna est présent en Colombie, en Équateur, au Brésil et au Pérou,.

### Protection
Pas de statut de protection particulier.